# Caloparyphus crotchi
Caloparyphus crotchi är en tvåvingeart som först beskrevs av Osten Sacken 1877.  Caloparyphus crotchi ingår i släktet Caloparyphus och familjen vapenflugor. Inga underarter finns listade i Catalogue of Life.